# The Last of the Stills
Pour plus de détails, voir Fiche technique et Distribution.

The Last of the Stills est un film muet américain réalisé par Burton L. King, sorti en 1915.

## Fiche technique
- Titre : The Last of the Stills
- Réalisation : Burton L. King
- Scénario :
- Producteur : William Selig
- Société de production : Selig Polyscope Company
- Sociétés de distribution : General Film Company (États-Unis)
- Pays d'origine :  États-Unis
- Langue : Anglais américain
- Métrage : 300 m
- Format : Noir et blanc — 35 mm — 1,33:1 — Muet
- Genre : Film dramatique
- Durée : 10 minutes
- Dates de sortie : 
  -  États-Unis : 12 mai 1915

## Distribution
- Robyn Adair : Benton
- Virginia Kirtley : Mary
- Ed Brady : Old Burt